# 仙鹤草
仙鹤草（Common Name: hairyvein agrimonia, Latin Name: Herba Agri），中药名，为蔷薇科多年生草本植物龙芽草的全草，首载于《本草图经》。

## 性味
苦、涩、平。归肺、肝、脾经。

## 功能
收敛止血、补虚、消积、止痢、杀虫。

## 主治
1. 用於等多種出血證。
2. 用於瀉痢補虛健脾。
3. 用於脫力勞傷，神倦乏力，面色萎黃之證；又用治癌腫及全血細胞減少等。

## 外部連結
- 龍芽草 Longyacao（页面存档备份，存于） 藥用植物圖像數據庫 (香港浸會大學中醫藥學院) （中文）（英文）
- 仙鶴草 中藥材圖像數據庫  (香港浸會大學中醫藥學院) （中文）（英文）
- 仙鶴草 Xian He Cao（页面存档备份，存于） 中藥標本數據庫 (香港浸會大學中醫藥學院) （繁體中文）（英文）